# Brújula Mágica
La Brújula Mágica fue un programa infantil cultural realizado por Audiovisuales desde 1993 hasta 1997. Emitido primero por la Cadena Uno los Lunes a las 16:30 horas y años después los miércoles a las 16:00 horas por Canal A. Fue creado y dirigido por Andrés Huertas Motta, autor e intérprete de las canciones que aparecen en los video-clips del programa. Los libretos se escribían entre Huertas y Rafael Chaparro. Patricia Castañeda, actriz que debutaba como presentadora, conducía las secciones y declamaba poemas acompañada de un Mimo. Este personaje era interpretado por Fernando Rojas, quien también hizo los papeles de: algunos de los animales del animal misterioso, El Comandante y uno de los agentes en los gánsteres, una de las gallinitas, El diablito Arnold, La Vaca de bestialidades y Parmenio el Agrio. Camilo Ríos quien también hizo los papeles de: El angelito Ulises, uno de los agentes de los gansters, una de las gallinitas, La Planta de bestialidades y Tarantis (esposa de Parmenio el Agrio) y Luz Miriam Cruz hizo el personaje de Zony la niña de los Angelitos Empantanados. El productor de la serie fue Mauricio Tamayo.
El programa trata de un mundo mágico habitado por personajes literarios y tenía secciones como:
- Mini Encuesta: Los niños y jóvenes responden a las preguntas que les hacen.

- El Animal Misterioso: Un actor se disfrazaba como un animal que los niños debían descubrir.

- Come Cuento: Cada semana un cuentero cuenta cualquier historia.

- Los Chicos Chéveres: Patricia presenta esta sección entrevistando a un personaje famoso.

- Tejedores de Historietas: Es una sección animada narrada por una niña que cuenta historias que sucedieron en la antigüedad.

- Trosky y la Recámara Ecológica: El Mimo y su perro invisible llamado Trosky trataban de sobrevivir en la jungla de cemento.

- Huracán el mensajero: Es una sección animada en plastilina donde un superhéroe afrocolombiano llamado Huracán está acompañado de un dragón amarillo llamado Solar, quien trata de solucionar las cosas acompañados también de un gato roquero, un payaso despeinado y un loro con sombrero.

- Gangsters Robacorazones: Una pareja de agentes secretos, adivinando diversos efectos de sonido lograban desbaratar los planes de los agentes enemigos.

- Al Derecho y Al Revés: Sección donde los niños cuentan sus anécdotas.

- Gallinitas Cluecas: Gertrudis y Clotilde dos gallinas chismosas hacen las cosas como la gente normal.

- Angelitos Empantanados: Una niña llamada Zony se veía acompañada del diablito Arnold y el angelito Ulises que la tentaban a hacer travesuras y buenas obras.

- Bestialidades: Un noticiero desinformado presentado por una Vaca y una Planta.

- Parmenio el Agrio: Es un zombi siniestro de las Tinieblas es un profesor y rector de un colegio.

- Patricia Corazones y Suspiros: Patricia es la enfermera que escucha los testimonios de algunos chicos.
- Ecorap: Canciones en versión rap todo lo que hablan de la ecología y el medio ambiente.

- Datos: Q16489824